# Землетрясение в штате Вашингтон (2010)
Землетрясение магнитудой 4,2 произошло 16 ноября 2010 года в 15:51:08 (UTC) в американском штате Вашингтон, в 5 км к северо-востоку от посёлка Моссирок. Гипоцентр землетрясения располагался на глубине 14,1 км.
Подземные толчки ощущались в населённых пунктах: Синебар, Моссирок, Оквилл, Сокум, Вейдер, Амбой, Касл-Рок, Сентрейлия, Чехейлис, Итонвилль, Этель, Олалла, Олимпия, Оналяска, Пуйаллап, Рочестер, Рой, Силвер-Крик, Тенино, Толедо, Таутл, Университи-Плейс, Уинлок, Йелм. Сообщения очевидцев о землетрясении поступали также из Клэтскинай (штат Орегон) и других населённых пунктов от Эверетта (штат Вашингтон) до Сейлема (Орегон).
В результате землетрясения сообщений о жертвах и разрушениях не поступало.

## Тектонические условия региона
Землетрясения в штатах Вашингтон и Орегон на северо-западном тихоокеанском побережье США являются результатом взаимодействия и скольжения горных пород в разломах в различных географических и геологических условиях. Землетрясения на большей территории региона являются следствием высвобождения напряжений, возникающих при перемещении океанической плиты Хуана де Фука на северо-восток относительно континентальной плиты Северной Америки со скоростью нескольких сантиметров в год. Это относительное движение в значительной степени стало возможным благодаря тому, что плита Хуан-де-Фука опускается в мантию Земли под североамериканский континент вдоль так называемой зоны субдукции Каскадия, которая простирается от северо-западной Калифорнии через западный Орегон и западный Вашингтон до острова Ванкувер в Канаде. Относительное движение плиты, которое не учитывается при субдукции плиты Хуана де Фука, обусловлено деформацией перекрывающей плиты Северной Америки. Землетрясения связаны как с процессом субдукции, так и с деформацией доминирующей плиты Северной Америки.